# Mimmo Càndito
Mimmo Càndito (Reggio Calabria, 15 gennaio 1941 – Torino, 3 marzo 2018) è stato un giornalista e scrittore italiano.

## Biografia
Si trasferì a Genova negli anni sessanta e vi si laureò in giurisprudenza. Venne assunto al comune del capoluogo ligure e iniziò a collaborare con Il Lavoro scrivendo articoli di cinema e cultura.
Nel 1970 passò al quotidiano torinese La Stampa, per il quale diventò inviato speciale e commentatore di politica internazionale.
Corrispondente di guerra dai principali teatri di conflitto in Medio Oriente, Asia, Africa e Sud America, seguì tra l'altro le invasioni sovietica e statunitense dell'Afghanistan, le tre guerre del Golfo e la guerra delle Falkland (contrariamente a quel che molti credono, non è mai stato nello scenario belligerante del Kosovo).
Fu dal 1999 presidente italiano di Reporter senza frontiere e dal 2001 direttore della rivista culturale L'Indice dei libri del mese. Collaborò anche con la Rai conducendo «Prima Pagina» su Rai Radio 3.
È stato, fino alla morte, docente di Linguaggio giornalistico presso l'Università degli Studi di Torino, nel corso di laurea magistrale in Comunicazione e culture dei media; in precedenza aveva insegnato Teoria e tecniche dell'intervista e del reportage presso l'università di Genova.
Era sposato con la giornalista Marinella Venegoni.
Durante il Salone del Libro del maggio 2019 è stata annunciata la creazione di un premio "Mimmo Càndito - Giornalismo a testa Alta".
Nel giugno dello stesso anno, il neo-sindaco di Crescentino, paese natale della moglie, ha annunciato che sarà intitolato a Mimmo Càndito il teatro civico all'interno del Palazzo Comunale. Durante il consiglio comunale del 16 luglio 2019 viene approvata all'unanimità la mozione per l'intitolazione del teatrino comunale a  Mimmo Càndito.

## Premi
Vinse alcuni premi giornalistici, tra cui il Max David e il Luigi Barzini come migliore inviato italiano
Insignito del Premio giornalistico Archivio Disarmo "Colombe d'Oro per la Pace" 2010

## Opere
- M. Càndito, L'apocalisse Saddam. La vera storia della guerra di Bush, Milano, Baldini Castoldi Dalai, 2002
- A. Papuzzi, Professione giornalista, Roma, Donzelli, 2003
- C. Sorrentino, Il giornalismo in Italia. Aspetti, processi produttivi, tendenze, Roma, Carocci, 2003
- La guerra in televisione. I conflitti moderni tra cronaca e storia, a cura di L. Cigognetti, L. Servetti, P. Sorlin, Venezia, Marsilio, 2003
- Informazione di guerra, informazione in guerra, a cura di N. Labanca, Siena, Protagon, 2004
- G. Farinelli, Storia del giornalismo italiano, Torino, UTET, 2004
- Il braccio legato dietro la schiena. Storie dei giornalisti in guerra, a cura di M. Càndito, Milano, Baldini Castoldi Dalai, 2004
- F. Contorbia, Giornalismo italiano, vol. 2, Milano, Mondadori, 2007
- M. Càndito, Introduzione a Dispacci dal fronte, a cura di Reporters sans frontières, Torino, EGA, 2007
- M. Càndito, I reporter di guerra. Storia di un giornalismo pericoloso da Hemingway a Internet, Milano, Baldini Castoldi Dalai, 2009
- M. Càndito, Postfazione a J. Pulitzer,Sul giornalismo, Torino, Bollati Boringhieri, 2009
- M. Càndito, 55 vasche. Le guerre, il cancro e quella forza dentro, Milano, Rizzoli 2016
- M. Càndito, C'erano i reporter di guerra. Storie di un giornalismo in crisi da Hemingway ai social network, Milano, Baldini Castoldi Dalai, 2016